# Bolshevik

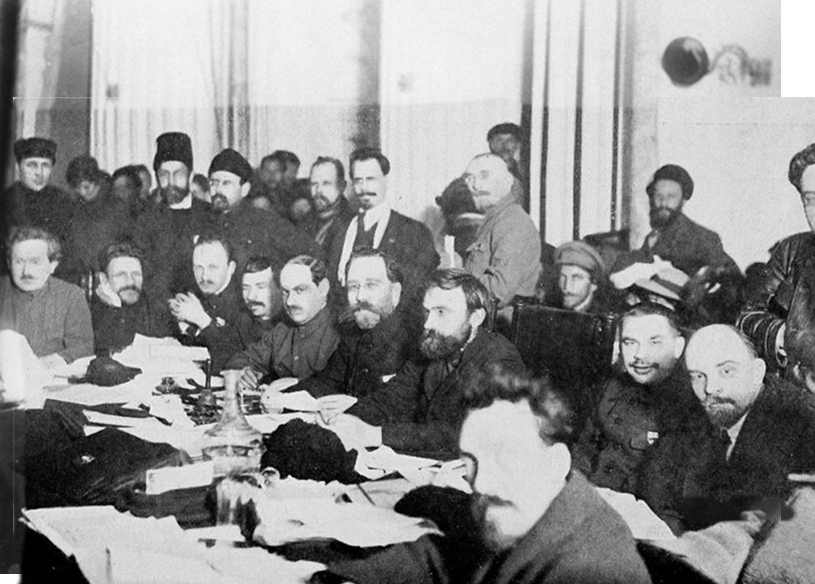
Cuộc họp Đảng Bolshevik. Lenin bên phải

Bolshevik hay Bôn-sê-vích (tiếng Nga: большеви́к IPA [bəlʲʂɨˈvʲik], 
xuất phát từ bolshinstvo, "đa số") là những thành viên của phe Bolshevik của  Đảng Lao động Dân chủ Xã hội Nga Marxist tách ra khỏi phe Menshevik xuất phát từ men'shinstvo ("thiểu số"). Việc chia rẽ này đã xảy ra tại Đại hội Đảng vào  năm 1903 và cuối cùng đã trở thành Đảng Cộng sản Liên Xô. Sau khi chia rẽ, Đảng Bolshevik đã được đặt tên là RSDLP(b) (tiếng Nga: РСДРП(б)), trong đó chữ "b" là viết tắt của "Bolshevik". Ngay sau khi giành được quyền lực vào tháng 9 năm 1917, Đảng này đổi tên thành Đảng Cộng sản Nga (Bolshevik) (РКП(б)) và được mọi người biết đến với tên gọi là Đảng Cộng sản kể từ thời điểm đó, tuy nhiên, cho đến mãi năm sau 1952 thì Đảng này mới bỏ chữ "Bolshevik" khỏi tên gọi của mình. Những người Bolshevik đã giành được quyền lực ở Nga trong giai đoạn Cách mạng tháng 10 năm 1917 và thành lập Liên bang Cộng hòa Xã hội Chủ nghĩa Xô Viết (Liên Xô).
Bolshevik đã là một tổ chức của những người cách mạng chuyên chính dưới một thứ bậc nội bộ được quản lý bằng nguyên tắc tập trung dân chủ và có tính kỷ luật cao, những người này tự cho mình là đội quân tiên phong của giai cấp vô sản cách mạng. Đường lối và chủ trương, chính sách của nhóm này được gọi là "Chủ nghĩa Bolshevik". Leon Trotsky thường xuyên sử dụng các thuật ngữ "Chủ nghĩa Bolshevik" và "người Bolshevik" sau khi đào tẩu khỏi Liên Xô để phân biệt với những gì ông ta cho là Chủ nghĩa Lenin thực thụ và với chế độ trong quốc gia và Đảng nổi lên dưới thời Stalin. Tuy nhiên, "Chủ nghĩa Bolshevik" ngày nay thường liên hệ với chế độ theo Chủ nghĩa Stalin đã tồn tại ở Liên Xô. Đảng được Vladimir Ilyich Lenin, người lãnh đạo Cách mạng tháng Mười và Alexander Bogdanov thành lập.

## Hình thành
Từ Bolsheviki xuất phát vào năm 1903 tại hội nghị Đảng lần thứ hai của Đảng Xã hội Dân chủ Công nhân Nga (SDAPR) tại Bruxelles và Luân Đôn, đưa tới sự phân tán Đảng. Những người ủng hộ Lenin trong cuộc hội nghị Đảng này chiếm đa số (russ. bolschinstwo большинство), cho nên họ được gọi là Bolsheviki. Phe thiểu số (russ. men'shinstvo, меньшинство) được gọi là Mensheviki.
Cho tới năm 1912 sự khác biệt giữa 2 phe nhóm càng trở nên sâu sắc, cho nên vào hội nghị Đảng toàn Nga lần thứ 6 tại Praha nhóm Mensheviki bị khai trừ khỏi Đảng. Họ lập ra một Đảng riêng, trong khi tên Đảng Xã hội Dân chủ Công nhân Nga được thêm chữ (Bolsheviki), viết tắt: SDAPR(B).

## Cách mạng tháng Mười
Khi chiến tranh thế giới thứ Nhất xảy ra, Đảng Bolsheviki lên án sự tham dự của Nga là  hành động xâm lăng đế quốc. Khi quân đội Nga hoàng càng ngày càng phải chịu nhiều thất bại, Đảng này càng được thêm nhiều ủng hộ. Sau cuộc cách mạng tháng hai 1917, Đảng Bolsheviki trở thành nhóm mạnh nhất tại Xô viết Petrograd và sau một thời gian Đảng này chiếm đa số trong hội đồng và Leon Trotsky được bầu làm chủ tịch hội đồng quân đội cách mạng, tổ chức mà đã hoạch định Cách mạng tháng Mười. Khi chính phủ tạm thời bị giải tán bởi Hồng quân trong cuộc Cách mạng tháng Mười và sau đó quốc hội lập hiến của Nga cũng bị thay thế, Đảng Bolsheviki trên thực tế trở thành Đảng nắm quyền ở nước Nga.